# ユージェニー・スコット
ユージェニー・キャロル・スコット (英: Eugenie Carol Scott、1945年10月24日 - ) とはアメリカの自然人類学者である。かつては大学教授や教育家としても活躍しており、「若い地球説」や「インテリジェント・デザイン」を学生に教授することに対して異議を唱える立場を示していた。
スコットは、1986年から2014年かけて、進化科学の教育を支援する非営利の科学教育組織である国立科学教育センター (NCSE) の事務局長を務めた。2013年以降は当センターの諮問機関メンバーに就任している。
ミズーリ大学で生物人類学の博士号を取得しており、医療人類学と骨格生物学の研究に取り組んでいる。また政教分離のためのアメリカ人連合の理事会メンバー、「Scientific American」の諮問委員会のメンバー、及び「サイコップ」や「超科学協会」（GWUP）のフェローも務めている。

## 生い立ちと経歴
スコットはウィスコンシン州で育った。姉が所有していた人類学の教科書を読んだことがきっかけで、スコットは人類学に興味を抱いたという。彼女はその後ウィスコンシン大学ミルウォーキー校で学士号と修士号を取得し、ミズーリ大学で博士号を取得した。1974年に自然人類学者としてケンタッキー大学に就職し、その後まもなく彼女の恩師ジェームズ・A・ギャバンと若い地球説論者デュアン・ギッシュと出会い、彼らの議論に参加するようになった。その中でスコットは創造論・進化論における論争に興味を抱くようになった。スコットは同時に、コロラド大学やカリフォルニア州立大学ヘイワード校でも教鞭を取っていた。彼女の研究は医療人類学と骨格生物学を対象としていた。
1980年から、ケンタッキー州レキシントンの公立学校で創造論が教えられるのを防ぐために働き、1987年、国立科学教育センターの事務局長 (executive director) に任命された。この年は、エドワーズ対アギラード裁判で合衆国最高裁判所が、アメリカの公立学校で創造論の教育を要求することは違憲であるとの判決を下した年である。2013年5月、スコットは2013年末までにこの職を辞することを発表し、2014年1月6日に引退した。後任にはアン・リードが着任した。

### 世界観

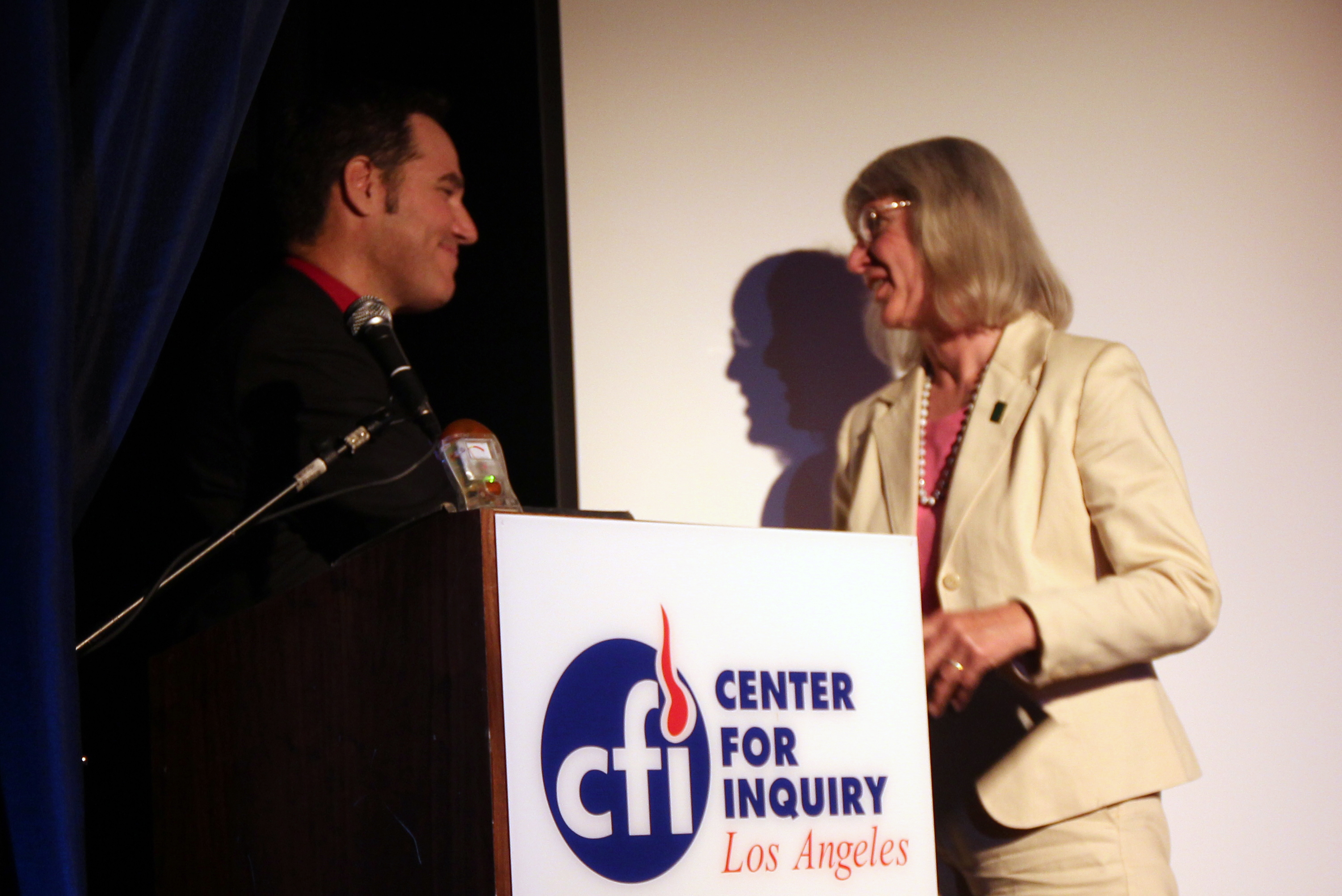
2010年8月21日、IIG (Independent Investigations Group(英語版))による授賞式

スコットは母と祖母によってキリスト教系の新宗教であるクリスチャン・サイエンス教徒として育てられたが、後に姉の影響で会衆派教会に転向しており、自身の背景はリベラルなプロテスタントであると説明している。自身を世俗的ヒューマニストであり、非有神論者であるとしている。2003年、サンフランシスコ・クロニクルは、「スコットは自分自身を無神論者だと述べているが、精神性の重要性を軽視していない。」と報じた。また同年、ヒューマニズムとその志による三番目のヒューマニスト・マニフェストの署名人の一人となった。

### 著作
スコットは「創造論」と「インテリジェント・デザイン」の専門家である。その著作「Evolution vs. Creationism: An Introduction」(「進化論」vs「創造論」：序章) は2004年にグリーンウッドプレスより上梓され、その後、2005年にカリフォルニア州立大学出版よりペーパーバック版が出版された。第1版の紹介文はナイルズ・エルドリッジが書いている。第2版は2008年に出版され、2009年にそのペーパーバック版が出版された。その際の紹介文はキッツミラー対ドーバー校区裁判で裁判長を務めたジョン・E・ジョーンズ三世によって書かれた。第2版の第一部と第二部は、2017年に『聖書と科学のカルチャー・ウォー』として邦訳されている。スコットはまた、グレン・ブランチ(英語版) とNot in Our Classrooms: Why Intelligent Design is Wrong for Our Schools. を共同編集した。さらに同年、ミシガン州立大学のジョン・D・ミラー、神戸大学の岡本信司と共に執筆した「Public Acceptance of Evolution」(進化論の公的受容) と題する短い記事がサイエンスに掲載された。これはアメリカにおける進化論の受容度に関する過去20年間の世論調査の分析であり、他の国との比較も行っている。調査では進化論を受容する割合はトルコの成人が最も低く、次いでアメリカの成人が低かった。その理由として彼らは、「原理主義的な宗教的信念の受容」「科学の政治化」「生物学に対する無知の蔓延」を挙げている。

### メディア出演
ディスカバリー・インスティテュートの上級研究員デビッド・ベルリンスキーは、スコットを「ダーウィンを守るために派遣されることが多い」敵であると述べている。スコット自身は「ダーウィンのゴールデン・レトリバー」であるとみなされることを好む。

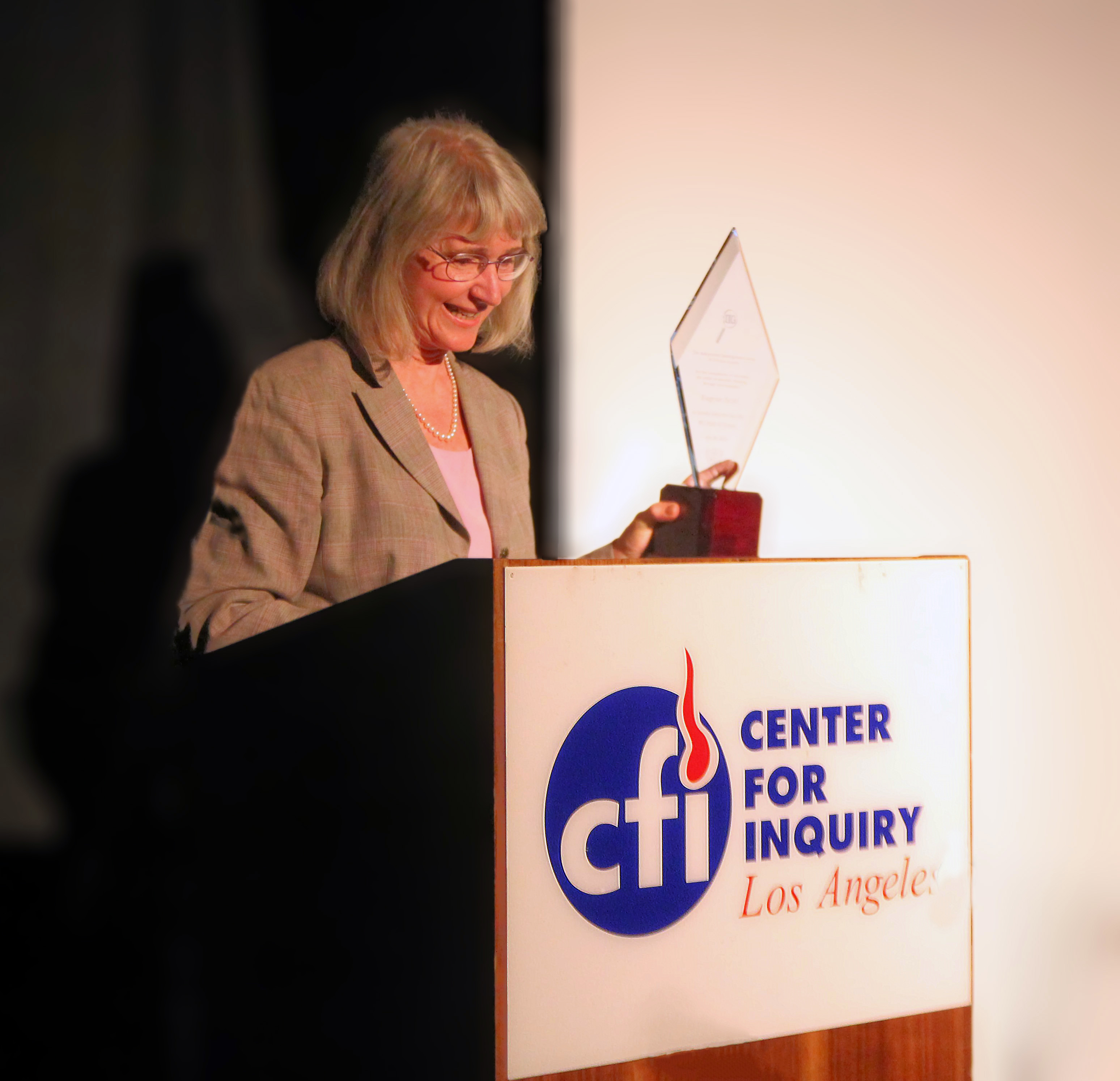
2009 Independent Investigations Award Recipient(IIG賞授賞)

スコットは、ニューヨーク・タイムズ、サイエンティフィック・アメリカン、サイエンティスト (雑誌)、サンフランシスコ・クロニクル、スタンフォード・メディカル・マガジン等多数のメディアで取り上げられており、また、サイエンス・アンド・テクノロジー・ニュース、サイコップ、政教分離のためのアメリカ人連合、及びポイント・オブ・インクイリーのインタビューを受けている。
また、スコットは、MSNBCやFOXニュースで数多くのディベートに参加してきた。
2004年、テレビ番組「ペンとテラーのでたらめだ!」での「国立科学教育センターオン・ザ・ショータイム」で司会を務め、「創造論」と題したコーナーで、創造論者とインテリジェント・デザイン運動に関する哲学的見解を示した。

### キッツミラー対ドーバー校区裁判
2005年、他の国立科学教育センターのスタッフと共に、公立学校でのインテリジェント・デザイン教育に関するキッツミラー対ドーバー校区裁判で、原告側の科学及び教育コンサルタントを務めた。この裁判は、インテリジェント・デザイン(ID)教育を要求する公立学校区の教育委員会の方針に対して、原告がその違憲性を確認するために米国連邦裁判所に持ち込んだ最初の直接的な異議申し立てであり、ジョン・E・ジョーンズ3世判事は原告勝訴の判決を下した。IDは科学ではないと判断され、IDの代替理論としての教育を要求することが永久に禁止された。スコットは「我々は完全に勝利した。」「三重の意味で勝った。」と述べた。
この裁判のメリットについて、スコットは、「進化生物学の範囲内で我々は詳細とメカニズムについて議論した」が、「生物が共通の祖先から変異を伴って派生したかどうかについては議論していない。それが生物学的進化の全てである。ドーバーの教育委員会は学生たちに進化が起こったかどうかを疑ってほしかったのだ。」と述べた。

### 表彰
2009年、Society for the Study of Evolution からスティーヴン・ジェイ・グールド賞を授与された。これはグールドの精神に則り、進化科学と、生物学・教育、そして日々の生活におけるその重要性について、世間一般の理解を深めた持続的、かつ模範的な努力が認められたものである。また同じく2009年、カリフォルニア科学アカデミーからフェローメダルが授与された。これは当該アカデミー最高の栄誉であり、ひとつ、あるいは複数の自然科学に対する受賞者の顕著な貢献が認められたものである。2012年、無神論に対する世間一般の意識を高めたとして、国際無神論連盟からリチャード・ドーキンス賞が授与された。
2018年、古生物協会から、ポジェタ賞を授与された。これは古生物学の分野における、既存の正式な役割、あるいは責務を超えた卓越した専門的あるいは公的な貢献が認められたものである。2019年、ドイツに本部を置く Gesellschaft zur wissenschaftlichen Untersuchung von Parawissenschaften（疑似科学の科学的調査のための協会）のフェローとなった。

## ギッシュ・ギャロップ
なお、スコットは『ギッシュ・ギャロップ』と呼ばれる修辞技法を提唱した学者としても知られている。ギッシュ・ギャロップとは、根拠に乏しい主張を多数用いて相手を圧倒することで、自身が主張する議論全体に対する反論を封じ込めるという修辞技法のことである。

## 私生活
スコットは弁護士である夫のトーマス・C・セーガーと一人娘と共に、カリフォルニア州のバークレーに住んでいる。また裏庭に2つの養蜂箱を持つ養蜂家で、蜂群崩壊症候群に関心があり、アマチュア養蜂を提唱している。